# Campeonato Brasileiro Série A 2015
Il Campeonato Brasileiro Série A 2015 (in italiano Campionato Brasiliano Serie A 2015) è stato la 45ª edizione del massimo campionato brasiliano di calcio.

## Formula
Girone all'italiana con partite di andata e ritorno. Vince il campionato la squadra che totalizza più punti, retrocedono in Série B le ultime 4 classificate. In caso di arrivo a pari punti tra due o più squadre, per determinarne l'ordine in classifica sono utilizzati, nell'ordine, i seguenti criteri:
1. Maggior numero di vittorie;
2. Miglior differenza reti;
3. Maggior numero di gol segnati;
4. Confronto diretto (solo nel caso di arrivo a pari punti di due squadre);
5. Minor numero di espulsioni;
6. Minor numero di ammonizioni;
7. Sorteggio.

## Squadre partecipanti
| Squadra          | Città          | Stato             | Stagione 2014           |
| ---------------- | -------------- | ----------------- | ----------------------- |
| Atlético Mineiro | Belo Horizonte | Minas Gerais      | 5° in Série A           |
| Athl. Paranaense | Curitiba       | Paraná            | 8° in Série A           |
| Avaí             | Florianópolis  | Santa Catarina    | 4° in Série B           |
| Chapecoense      | Chapecó        | Santa Catarina    | 15° in Série A          |
| Corinthians      | San Paolo      | San Paolo         | 4° in Série A           |
| Coritiba         | Curitiba       | Paraná            | 14° in Série A          |
| Cruzeiro         | Belo Horizonte | Minas Gerais      | Vincitore della Série A |
| Figueirense      | Florianópolis  | Santa Catarina    | 13° in Série A          |
| Flamengo         | Rio de Janeiro | Rio de Janeiro    | 10° in Série A          |
| Fluminense       | Rio de Janeiro | Rio de Janeiro    | 6° in Série A           |
| Goiás            | Goiânia        | Goiás             | 12° in Série A          |
| Grêmio           | Porto Alegre   | Rio Grande do Sul | 7° in Série A           |
| Internacional    | Porto Alegre   | Rio Grande do Sul | 3° in Série A           |
| Joinville        | Joinville      | Santa Catarina    | 1° in Série B           |
| Palmeiras        | San Paolo      | San Paolo         | 16° in Série A          |
| Ponte Preta      | Campinas       | San Paolo         | 2° in Série B           |
| San Paolo        | San Paolo      | San Paolo         | 2° in Série A           |
| Santos           | Santos         | San Paolo         | 9° in Série A           |
| Sport Recife     | Recife         | Pernambuco        | 11° in Série A          |
| Vasco da Gama    | Rio de Janeiro | Rio de Janeiro    | 3° in Série B           |

## Risultati
Il calendario è stato definito il 2 marzo 2015.
| Casa/Trasferta | ATM | ATP | AVA | CHA | CRN | CRT | CRU | FIG | FLA | FLU | GOI | GRÊ | INT | JOI | PAL | POP | SPA | SAN | SPO | VAS |
| -------------- | --- | --- | --- | --- | --- | --- | --- | --- | --- | --- | --- | --- | --- | --- | --- | --- | --- | --- | --- | --- |
| Atlético-MG    |     | 0–1 | 2–0 | 3–0 | 0–3 | 2–0 | 1–3 | 1–0 | 4–1 | 4–1 | 2–2 | 0–2 | 2–1 | 1–0 | 2–1 | 2–1 | 3–1 | 2–2 | 2–1 | 3–0 |
| Atlético-PR    | 1–0 |     | 2–1 | 1–0 | 1–4 | 2–2 | 2–2 | 1–0 | 3–0 | 1–2 | 3–0 | 1–2 | 3–0 | 0–0 | 3–3 | 1–2 | 2–1 | 0–0 | 1–1 | 2–0 |
| Avaí           | 1–4 | 1–2 |     | 2–1 | 1–2 | 0–2 | 1–1 | 1–1 | 2–1 | 1–0 | 2–1 | 1–2 | 3–0 | 2–1 | 1–3 | 1–0 | 2–1 | 1–1 | 2–2 | 1–1 |
| Chapecoense    | 2–1 | 0–0 | 0–0 |     | 1–3 | 2–1 | 0–2 | 2–2 | 1–3 | 2–1 | 1–3 | 1–0 | 1–0 | 2–0 | 5–1 | 0–0 | 0–1 | 1–0 | 1–1 | 1–0 |
| Corinthians    | 1–0 | 2–0 | 1–1 | 1–0 |     | 2–1 | 3–0 | 2–1 | 1–0 | 2–0 | 3–0 | 1–1 | 2–1 | 3–0 | 0–2 | 2–0 | 6–1 | 2–0 | 4–3 | 3–0 |
| Coritiba       | 0–3 | 2–0 | 1–2 | 1–0 | 1–1 |     | 1–0 | 1–1 | 0–1 | 1–1 | 1–1 | 2–0 | 0–1 | 0–0 | 2–1 | 0–0 | 1–2 | 1–0 | 0–0 | 0–0 |
| Cruzeiro       | 1–1 | 2–0 | 1–1 | 0–1 | 0–1 | 2–0 |     | 5–1 | 1–0 | 2–0 | 3–0 | 0–0 | 0–0 | 3–0 | 2–1 | 1–1 | 2–1 | 0–1 | 3–0 | 2–2 |
| Figueirense    | 0–1 | 1–1 | 0–1 | 0–0 | 1–3 | 0–0 | 2–1 |     | 3–0 | 1–0 | 3–1 | 0–2 | 0–0 | 0–2 | 2–1 | 3–1 | 0–2 | 0–0 | 2–1 | 0–0 |
| Flamengo       | 0–2 | 3–2 | 3–0 | 1–0 | 0–3 | 0–2 | 2–0 | 1–2 |     | 2–3 | 4–1 | 1–0 | 0–1 | 2–0 | 1–2 | 1–1 | 2–1 | 2–2 | 2–2 | 1–2 |
| Fluminense     | 1–2 | 0–1 | 3–1 | 2–3 | 0–0 | 2–0 | 1–0 | 2–1 | 1–3 |     | 2–0 | 1–0 | 1–1 | 1–0 | 1–4 | 2–0 | 2–0 | 2–1 | 0–0 | 1–2 |
| Goiás          | 0–0 | 2–0 | 0–1 | 0–0 | 0–0 | 1–3 | 0–1 | 2–3 | 0–1 | 1–2 |     | 1–1 | 2–1 | 3–0 | 1–0 | 1–2 | 0–1 | 4–1 | 1–0 | 3–0 |
| Grêmio         | 2–1 | 2–1 | 3–1 | 2–3 | 3–1 | 0–0 | 1–0 | 1–0 | 2–0 | 1–0 | 2–1 |     | 5–0 | 2–1 | 1–0 | 3–3 | 1–2 | 1–0 | 1–1 | 2–0 |
| Internacional  | 1–3 | 2–0 | 1–0 | 0–0 | 2–1 | 2–0 | 2–0 | 1–1 | 1–2 | 1–0 | 1–2 | 1–0 |     | 1–0 | 1–0 | 1–0 | 0–0 | 1–0 | 2–1 | 6–0 |
| Joinville      | 2–2 | 1–2 | 2–0 | 0–0 | 0–1 | 3–1 | 3–0 | 1–0 | 0–1 | 2–1 | 2–1 | 0–2 | 0–2 |     | 0–0 | 1–1 | 0–0 | 0–0 | 1–1 | 1–2 |
| Palmeiras      | 2–2 | 0–1 | 3–0 | 2–0 | 3–3 | 0–2 | 1–1 | 2–0 | 4–2 | 2–1 | 0–1 | 3–2 | 1–1 | 3–2 |     | 0–1 | 4–0 | 1–0 | 0–2 | 0–2 |
| Ponte Preta    | 0–2 | 2–1 | 2–0 | 3–1 | 2–2 | 3–0 | 1–2 | 0–1 | 1–0 | 3–1 | 0–0 | 0–0 | 0–0 | 1–0 | 0–2 |     | 1–0 | 3–1 | 0–1 | 0–1 |
| San Paolo      | 4–2 | 1–0 | 1–1 | 0–0 | 1–1 | 3–1 | 1–0 | 3–2 | 2–1 | 0–0 | 0–3 | 2–0 | 2–0 | 3–0 | 1–1 | 3–0 |     | 3–2 | 3–0 | 2–2 |
| Santos         | 4–0 | 5–1 | 5–2 | 3–1 | 1–0 | 3–0 | 1–0 | 3–0 | 0–0 | 3–1 | 3–1 | 1–3 | 3–1 | 2–0 | 2–1 | 2–2 | 3–0 |     | 2–2 | 1–0 |
| Sport          | 4–1 | 0–0 | 3–0 | 3–0 | 2–0 | 1–0 | 0–0 | 4–1 | 0–1 | 1–0 | 1–0 | 1–0 | 3–0 | 2–1 | 2–2 | 1–1 | 2–0 | 1–1 |     | 2–1 |
| Vasco da Gama  | 1–2 | 2–0 | 1–0 | 1–1 | 1–1 | 0–1 | 1–3 | 0–1 | 1–0 | 0–1 | 0–0 | 0–0 | 1–1 | 0–0 | 1–4 | 0–3 | 0–4 | 1–0 | 2–1 |     |

## Classifica finale
|  | Pos. | Squadra          | Pt | G  | V  | N  | P  | GF | GS | DR  |
|  | ---- | ---------------- | -- | -- | -- | -- | -- | -- | -- | --- |
|  | 1.   | Corinthians      | 81 | 38 | 24 | 9  | 5  | 71 | 31 | +40 |
|  | 2.   | Atlético Mineiro | 69 | 38 | 21 | 6  | 11 | 65 | 47 | +18 |
|  | 3.   | Grêmio           | 68 | 38 | 20 | 8  | 10 | 52 | 32 | +20 |
|  | 4.   | San Paolo        | 62 | 38 | 18 | 8  | 12 | 53 | 47 | +6  |
|  | 5.   | Internacional    | 60 | 38 | 17 | 9  | 12 | 39 | 38 | +1  |
|  | 6.   | Sport Recife     | 59 | 38 | 15 | 14 | 9  | 53 | 38 | +15 |
|  | 7.   | Santos           | 58 | 38 | 16 | 10 | 12 | 59 | 41 | +18 |
|  | 8.   | Cruzeiro         | 55 | 38 | 15 | 10 | 13 | 44 | 35 | +9  |
|  | 9.   | Palmeiras        | 53 | 38 | 15 | 8  | 15 | 60 | 51 | +9  |
|  | 10.  | Athl. Paranaense | 51 | 38 | 14 | 9  | 15 | 43 | 48 | -5  |
|  | 11.  | Ponte Preta      | 51 | 38 | 13 | 12 | 13 | 41 | 40 | +1  |
|  | 12.  | Flamengo         | 49 | 38 | 15 | 4  | 19 | 45 | 53 | -8  |
|  | 13.  | Fluminense       | 47 | 38 | 14 | 5  | 19 | 40 | 49 | -9  |
|  | 14.  | Chapecoense      | 47 | 38 | 12 | 11 | 15 | 34 | 44 | -10 |
|  | 15.  | Coritiba         | 44 | 38 | 11 | 11 | 16 | 31 | 42 | -11 |
|  | 16.  | Figueirense      | 43 | 38 | 11 | 10 | 17 | 36 | 50 | -14 |
|  | 17.  | Avaí             | 42 | 38 | 11 | 9  | 18 | 38 | 60 | -22 |
|  | 18.  | Vasco da Gama    | 41 | 38 | 10 | 11 | 17 | 28 | 54 | -26 |
|  | 19.  | Goiás            | 38 | 38 | 10 | 8  | 20 | 39 | 49 | -10 |
|  | 20.  | Joinville        | 31 | 38 | 7  | 10 | 21 | 26 | 48 | -22 |

Legenda:

      Campione del Brasile e ammessa alla Coppa Libertadores 2016
      Ammesse alla Coppa Libertadores 2016
      Retrocesse in Série B 2016
Note:

Tre punti a vittoria, uno a pareggio, zero a sconfitta.

### Capoliste solitarie
- 2ª giornata:  Corinthians
- Dalla 4ª alla 6ª giornata:  Athl. Paranaense
- 7ª giornata:  San Paolo
- Dall'8ª alla 10ª giornata:  Sport Recife
- Dalla 12ª alla 13ª giornata:  Atlético Mineiro
- Dalla 15ª alla 17ª giornata:  Atlético Mineiro
- Dalla 18ª alla 38ª giornata:  Corinthians

## Verdetti
- Corinthians campione del Brasile 2015.
- Corinthians, Atlético Mineiro, Grêmio e Palmeiras[7] qualificati per il secondo turno della Coppa Libertadores 2016.
- San Paolo qualificato per il primo turno della Coppa Libertadores 2016.
- Avaí, Vasco da Gama, Goiás e Joinville retrocessi in Série B.

## Classifica marcatori
Aggiornata al 6 dicembre 2015.
| Gol |  |  | Giocatore        | Squadra          |
| --- |  |  | ---------------- | ---------------- |
| 20  |  |  | Ricardo Oliveira | Santos           |
| 14  |  |  | Vágner Love      | Corinthians      |
| 13  |  |  | André            | Sport Recife     |
| 13  |  |  | Jádson           | Corinthians      |
| 13  |  |  | Lucas Pratto     | Atlético Mineiro |
| 12  |  |  | Henrique         | Coritiba         |
| 11  |  |  | Vitinho          | Internacional    |
| 11  |  |  | Willian          | Cruzeiro         |
| 10  |  |  | Alexandre Pato   | San Paolo        |
| 10  |  |  | André Lima       | Avaí             |
| 10  |  |  | Dudu             | Palmeiras        |
| 10  |  |  | Erik             | Goiás            |
| 10  |  |  | Gabriel          | Santos           |
| 10  |  |  | Luan             | Grêmio           |
| 9   |  |  | Bruno Rangel     | Chapecoense      |
| 9   |  |  | Diego Souza      | Sport Recife     |
| 9   |  |  | Fred             | Fluminense       |
| 9   |  |  | Nenê             | Vasco da Gama    |
| 9   |  |  | Thiago Ribeiro   | Atlético Mineiro |
| 9   |  |  | Walter           | Athl. Paranaense |